# Chrysocraspeda flavimacula
Chrysocraspeda flavimacula là một loài bướm đêm trong họ Geometridae.